# Benedict Christian Vogel

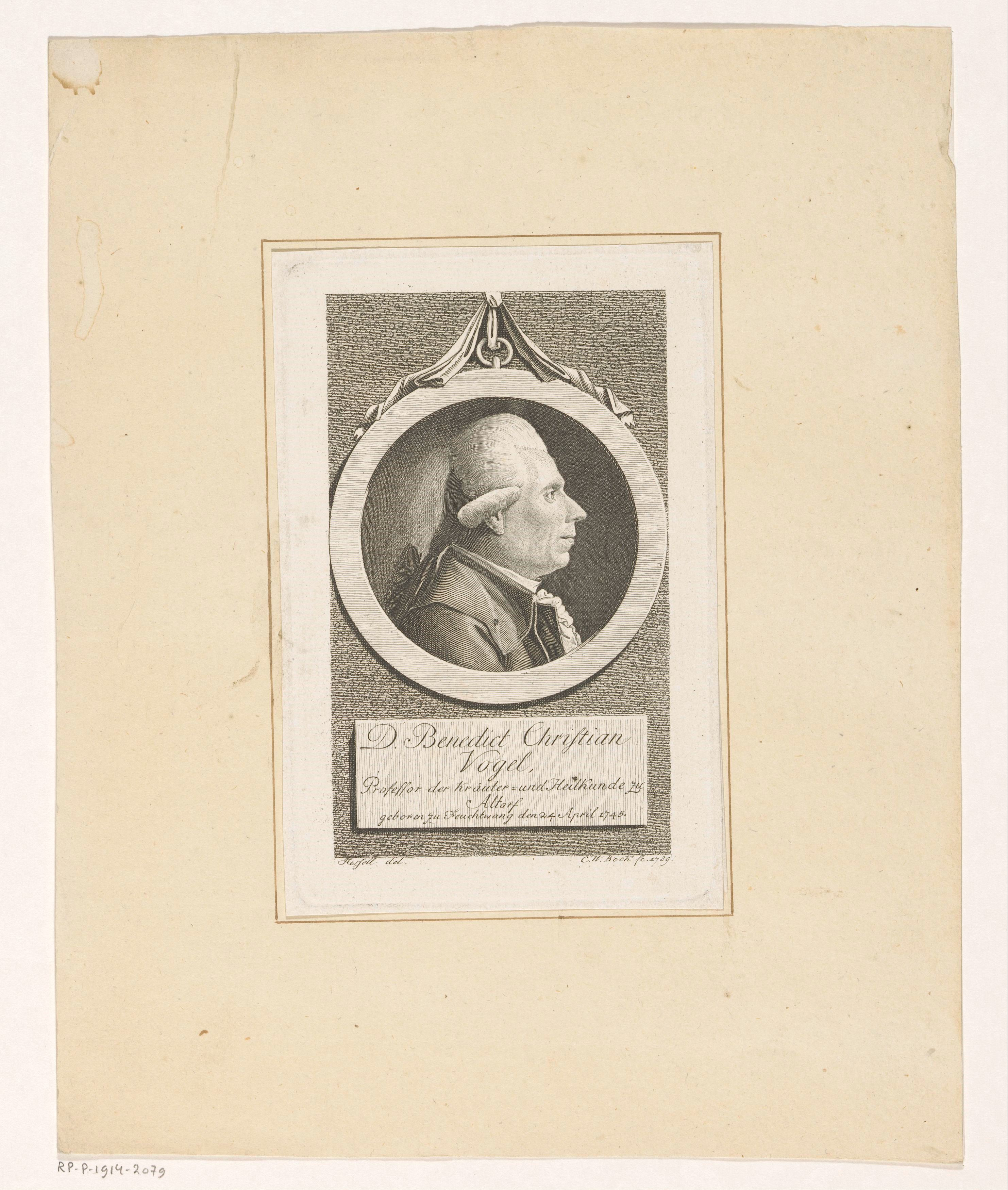
Benedict Christian Vogel, 1789 (Radierung von Christoph Wilhelm Bock)

Benedict Christian Vogel (* 24. April 1745 in Feuchtwangen; † 8. Juni 1825 in Nürnberg) war ein deutscher Mediziner und Botaniker; sein offizielles botanisches Autorenkürzel lautet „B.Vogel“.

## Leben
Benedict Christian Vogel war der Sohn des Kaplans Georg Ludwig Vogel und dessen Ehefrau Anna Maria Barbara (geb. Frieß) (* 1718; † 1792). Von seinen Geschwistern sind namentlich bekannt:
- Georg Johann Ludwig Vogel;
- Georg Wilhelm Vogel.

Nach dem frühen Tod seines Vaters kam er an die Lateinschule Feuchtwangen und erhielt weiteren Unterricht von seinem Onkel, dem späteren Pfarrer in Pegnitz. Im Alter von 16 Jahren kam er 1761 auf das Gymnasium in Ansbach (heute: Gymnasium Carolinum); dort blieb er bis 1763 und hatte bis 1760 insbesondere Unterricht in der Lateinischen und Griechischen Sprache beim Rektor Johann Zacharias Leonhard Junkheim, sowie Physik und Mathematik beim Professor Johann Georg Rabe (1719–1802).
Nach Beendigung der Schule immatrikulierte er sich Ostern 1763 an der Universität Helmstedt, an der bereits sein älterer Bruder Georg Wilhelm Vogel studierte, mit einem Studium der inneren und äußeren Heilkunde, der Naturgeschichte und Botanik. Er hörte unter anderem Vorlesungen über Anatomie, Physiologie und Chirurgie bei Johann Traugott Adolph (1728–1771) und Vorlesungen über Physik, Chemie, Pharmazie und Pathologie bei Hofrat Gottfried Christoph Beireis.
Am 13. Mai 1766 promovierte er mit seiner Dissertation de regimine secretionum et excretiomum und reiste über Göttingen, Halle, Leipzig, Jena und Erlangen zurück nach Feuchtwangen. Am 15. November 1766 erfolgte seine Aufnahme im medizinischen Kollegium in Ansbach; dort vertrat er bei Abwesenheit Kasimir Christoph Schmidel. Am 5. Mai 1767 erhielt er seine Berufung zum außerordentlichen Professor der Arzneikunde an die Universität Altdorf, der er im August des gleichen Jahres folgte; am 24. April 1768 erfolgte seine Ernennung zum ordentlichen Professor.
1771 erhielt er die zweite und 1784 die erste Professur an der medizinischen Fakultät, er war auch mehrmals Dekan und 1771, 1781 und 1791 Rektor der Universität. Er beschäftigte sich dazu intensiv mit der Botanik und gab öffentliche, also unentgeltliche, Vorlesungen.
Im April 1810 siedelte er von Altdorf nach Nürnberg über.
Benedict Christian Vogel heiratete am 22. November 1784 Christiane Johanne († 22. Oktober 1817), Tochter des in Wetzlar verstorbenen Geheimrat Gustav Georg König von Königsthal (1717–1771). Gemeinsam hatten sie zwei Töchter und einen Sohn:
- Eberhard Wilhelm Ludwig Vogel, verstarb im Alter von zwei Jahren;
- Maria Eleonora Sophia Vogel, verheiratet mit Rechtsanwalt und Stiftskonsulent Wilhelm Georg Eberhard von Königsthal, Sohn des Ratskonsulenten Eberhard Jodocus von Königsthal (1745–1808);
- Regine Charlotte Juliane.

Als er verstarb, behandelte ihn sein alter Freund Johann Karl Osterhausen (1765–1839).

## Schriften (Auswahl)
- D. de regimine secretionum et excretiomum. Helmstedt 1766.
- De Generatione Plantarum. Altdorf, 1768.
- Recordationem annuam muneris magnifici a Viro Illustri Domino Christophoro Iacobo Trewio Medicinae Doctore Academiae Altorfinae dati Rector Universitatis Altorfinae Benedictus Christianus Vogelius Medicinae Doctor hac prolusione repetit. Altdorf 1774.
- Der praktischen Geschichte Europäischer Naturprodukte.
  - I. Heft. Nürnberg 1779.
  - II. Heft. Nürnberg 1779.
  - III. Heft. Nürnberg 1779.
  - IV. Heft. Nürnberg 1779.
  - V. Heft. Nürnberg 1780.
  - VI. Heft. Nürnberg 1781.
  - VII. Heft. Nürnberg 1782.
  - VIII. Heft. Nürnberg 1797.
- Viri Illustris Domini Christophori Iacobi Trewii Medicinae Doctoris eximiae bonitatis in Altorfinam Studiorum Universitatem recordationem Rector huius academiae Benedictus Christianus Vogelius. Altdorf 1782.
- Joseph Raulin; Benedict Christian Vogel: Raulins Abhandlung von der Lungensucht.
  - 1. Teil. Wien 1788.
  - 2. Teil. Wien 1788.
- Index plantarum hortimedici Altdorfini. Altdorf 1790.
- Sichere und leichte Methode den Ileus von eingeklemmten Darmbrüchen zu heilen, sammt 3 merkwürdigen Fällen, die selbige bestätigen. Nürnberg, 1797.
- Geschichte eines glücklich ausgerotteten Rachen- und Nasenpolypen bei einer und derselben Person. In: Justus Christian von Loder: Journal für die Chirurgie, Geburtshilfe und gerichtliche Arzneykunde, Band 2. Jena 1799.
- Ueber die Amerikanische Agave und besonders diejenige, welche im Sommer 1798 im botanischen Garten zu Altdorf geblühet und auch Früchte angesetzt hat. Altdorf 1800.
- Sammlung schwieriger medicinisch-chirurgischer Fälle für die praktische Heilkunde. Nürnberg 1805.
- Ueber die Erkenntniß und Heilung der Rückgratsverkrümmungen mit Lähmungen, vorzüglich der Füsse. Nürnberg 1832.